# Way Down
Singles de Elvis Presley
Moody Blue
(1976) My Way
(1977)
Clip vidéo
[vidéo] « Way Down (audio) », sur YouTube
Way Down est une chanson d'Elvis Presley, sortie en single sur le label RCA Victor le 6 juin 1977.

## Composition
La chanson a été écrite par Layng Martine, Jr..

## Histoire
La chanson a été originellement enregistrée par Elvis Presley. Enregistrée par lui en octobre 1976, elle sort en single le 6 juin 1977.

## Reprises
La chanson a été reprise par de nombreux artistes, parmi lesquels Status Quo en 2000.
Puis par Geoff Castellucci en 2022.